# The Wallace Collection
The Wallace Collection es una banda de origen belga que logró notoriedad en el mundo de la música pop hacia la segunda mitad de los años 60. Catalogados como una banda "One Hit Wonder", a nivel mundial lograron colocar en las listas de popularidad su recordado tema "Daydream"(Ensueño) en 1969.

## Inicios
Fundada en 1968 en Bruselas (Bélgica) por Freddy Nieuland (batería) y Sylvain Vanholme (guitarra), pronto el dúo se complementaría con el teclista Marc Hérouet y el bajista Christian Janssens. En la búsqueda de un nuevo sonido tuvieron la idea de añadirle un toque clásico a la música pop. Complementados por el destacado violinista Raymond Vincent (procedente de la Orquesta Nacional de Bélgica) y el violonchelista Jacques Namotte, dicha búsqueda encontró al fin una vía. La mezcla de pop, Jazz y Música Clásica se convirtió en el sello de esta banda. El grupo de jóvenes, deseosos de entrar en el mundo musical, buscó un director que les llevara por la vía del éxito. La persona fue Jean Martin, quien inmediatamente los relacionó con el ámbito discotequero y del espectáculo.
Provisto de algunas cintas conteniendo "demos" (maquetas) del grupo y tratando de conseguir una audición, se dirigió a EMI Récords, compañía discográfica que por entonces era mundialmente famosa por incluir en su catálogo a The Beatles, The Hollies y otros grupos destacados del mundo del Pop. Al convencer al productor David Mackay de que escuchara a The Wallace Collection, éste quedó impresionado por el estilo novedoso de la banda. Al mismo tiempo, el grupo comenzó a participar en actuaciones que poco a poco les fueron proporcionando cierta fama. La buena impresión que causaron les valió para que se les considerara como una de las mejores bandas europeas después de The Beatles.

## Ensueño (Daydream)
De cierta similitud con la canción"Hey Jude", original de The Beatles, "Daydream (I fell asleep amid the flowers)" sería el lanzamiento de Wallace. Extraído del álbum "Laughing Cavaliere", el tema, con una musicalización un tanto melancólica, se convertiría en un éxito musical a nivel mundial, ya que rápidamente se colocó como número uno en las listas de popularidad de 20 países en 1969. George Martin, productor de The Beatles, lo consideró como el mejor tema de aquel año.
La canción rebasó fronteras y les abrió las puertas a diversos países de Europa, como Francia, Alemania, Italia, España y Portugal, pero no todo quedaría ahí, ya que sus giras se extendieron por América, México, Venezuela y el Festival de Río en Brasil. Junto a ello, también participaron en el festival de la Canción de San Remo.
Hacia 1970, la efervescencia del movimiento Hippie comenzaba a perder influencia en la cultura y en la música, debido al surgimiento de nuevas corrientes musicales, lo que condicionaría la fama de The Wallace Collection, disminuyendo su popularidad. No obstante, su estilo les llevó a que se les eligiera para realizar la banda sonora de la película "La Maison", protagonizada por el actor francés Michel Simon.

### Decadencia
Probablemente, el vertiginoso ascenso a la fama tomó por sorpresa a los jóvenes, quienes se vieron sometidos a una dura rutina de giras, grabaciones en estudio y actuaciones en televisión, manteniéndoles por momentos bajo una fuerte tensión, lo que sin duda comenzó a mermar la capacidad creativa de los miembros y a propiciar en ellos cierto hastío y cansancio, con lo que, unido a los diferentes orígenes musicales de cada uno de ellos, la convivencia también se tornó complicada. El grupo se disolvió en 1971. Solamente Freddy Nieuland se mantendría actuando con el nombre de Wallace Collection.

### Reunificación
Hacia el año 1990, los integrantes originales de la banda se reunieron nuevamente para rememorar sus éxitos, y han seguido actuando de manera regular, en giras de recuerdo, y grabando algunos álbumes (ver discografía).

## Discografía
- Laughing Cavalier (EMI, 1969)
- Wallace Collection (EMI, 1970)
- La Maison (Banda sonora del filme del mismo nombre, EMI, 1970)
- The Best Of… The Wallace Collection (Ariola, 1990)
- Wallace Collection (EMI Francia, 1991)
- Candelights to Satellites (1992)
- Live Concert with the Best of Wallace Collection (RM Récords, 1999)
- Laughing Cavalier - Serenade (EMI Bélgica, 2004)

## Curiosidades
- Años después, Sylvain Vanholme formaría con Lou Deprijck el dúo "Two Man Sound", que lograría fama mundial en 1979 con el tema "Disco Samba".
- Freddy Nieuland falleció el 10 de enero de 2008, a los 63 años de edad.